# 古惑仔之在走馬崗的日子
《古惑仔之在走馬崗的日子》（英語：Street Kids: Early Life），是一部1999年上映的香港動作電影，本片雖名為古惑仔，但並非古惑仔的漫畫原作，並拍下多個同樣是錢小豪主演的古惑仔，本片主要是錢小豪、駱達華等主演。

## 劇情
小馬和阿明是一對在黑幫上認識的好兄弟，但兩人卻在一次的行動裏失散了。
小馬打算去找遠房親戚杜強，但卻被其趕走，同時，他遇上乞丐鮑魚，鮑魚見小馬那麼可憐，並收留了他，同時也認了小馬為老大。
小馬和鮑魚在為自己老大海叔經營VCD，但亦和周哥發生衝突，兩方在交戰時，才發現敵方的打手是失散兄弟阿明，並認識了周哥，但是，周哥並不是想像中那麼簡單...

## 人物角色
| 角色名稱 | 演員   | 配音員 | 備註 |
| -------- | ------ | ------ | --- |
| 小馬     | 錢小豪 | 陳旭明 | 馬仔 周天明之失散兄弟，後相認 周哥之手下，後反目 鮑魚之老大 最後和阿明自相殘殺時，打算停止時周哥槍傷，自己也殺害了其 |
| 周天明   | 駱達華 | 羅君左 | 明哥 小馬的失散兄弟，後相認 周哥之手下，後反目 最後在和小馬自相殘殺時被周哥槍傷                                      |
| 周哥     | 成奎安 |        | 黑幫龍頭 小馬、周天明之老大，後反目 對小馬半信半疑，後反目 最後在小馬和和阿明自相殘殺時槍傷兩人，但被小馬殺害        |
| 小紅     | 劉美娟 | 雷碧娜 | 周哥女兒 周哥為了討好小馬而把自己送給小馬                                                                            |
| 鮑魚     | 馮哲   |        | 乞丐，後為古惑仔 收留小馬並認他為老大，海哥之手下                                                                    |
| 海叔     | 陳耀林 | 葉振聲 | 黑幫龍頭 小馬、鮑魚之老大，後反目 周哥之'天敵                                                                        |
| 手下乙   | 陳市   | 羅君左 | 小混混 周哥之手下 |
| 手下甲   | 海迪   |        | 小混混 周哥之手下 |

## 評價
本片評價較少，但錢小豪亦因拍攝這些片時的長髮造型而引起內地影迷注意。直至在2021年6月14日，錢小豪罕見在接受威哥會館的訪問時會提起，他表示：「我要養妻活兒嘅，拍吓呢啲戲渡過左嗰個過渡期先，係啦，如果唔係渡過左嗰個過渡期過渡唔到呢，我今日，今時今日呢，就唔可
以同你傾計啦哈哈。」

## 錢小豪古惑仔系列
- 古惑仔之決戰香港
- 古惑仔之大戰拉斯維加斯
- 古惑仔之龍在中國
- 古惑仔之衝出亞洲
- 古惑仔之極速風暴
- 古惑仔之再戰邊沿

## 外部連結
- 豆瓣电影上《古惑仔之在走馬崗的日子》的資料 （简体中文）
- 香港影庫上《古惑仔之在走馬崗的日子》的資料（繁體中文）